# ان‌جی‌سی ۲۶۶
ان‌جی‌سی ۲۶۶ (انگلیسی: NGC 266) نام یک کهکشان مارپیچی در صورت فلکی ماهی است.